# Custodio García Rovira
Custodio García Rovira (Bucaramanga, 2 mars 1780 - Bogota, 8 août 1816) est un avocat, militaire et homme d'État colombien. Il a participé à la Guerre d'indépendance de la Colombie et fut président des Provinces-Unies de Nouvelle-Grenade à deux reprises.